# Elizeusz (Iwanow)
Elizeusz, imię świeckie Oleg Aleksandrowicz Iwanow (ur. 19 czerwca 1973 w Szachtarsku) – biskup Ukraińskiego Kościoła Prawosławnego Patriarchatu Moskiewskiego.

## Życiorys
Urodził się w rodzinie robotniczej. Po ukończeniu szkoły średniej podjął pracę zarobkową jako ślusarz i dzwonnik w cerkwi św. Jana Teologa w Szachtarsku, a następnie soborze św. Mikołaja w Doniecku. 3 czerwca 1996 przyjął święcenia diakońskie z rąk biskupa słowiańskiego Alipiusza. 27 czerwca tego samego roku złożył wieczyste śluby mnisze w Monasterze Świętogórskim, przed jego przełożonym archimandrytą Arseniuszem. 4 sierpnia 1996 przyjął święcenia kapłańskie.
Decyzją metropolity donieckiego i mariupolskiego Hilariona od października 1996 był proboszczem parafii św. Michała Archanioła w Awdijiwce, gdzie wcześniej służył jako diakon. W 2001 w trybie zaocznym ukończył seminarium duchowne w Odessie. W 1999 otrzymał godność ihumena, natomiast w 2004 – archimandryty. W 2006 uzyskał tytuł naukowy kandydata teologii po ukończeniu studiów w Kijowskiej Akademii Duchownej. Od 29 listopada 2006 był również dziekanem dekanatu awdijiwskiego.
29 marca 2007 Święty Synod Ukraińskiego Kościoła Prawosławnego wyznaczył go na biskupa pomocniczego eparchii donieckiej z tytułem biskupa amwrosijiwskiego. Od 18 października tego samego roku był ordynariuszem eparchii berdiańskiej. W 2012 został pierwszym ordynariuszem nowo powstałej eparchii iziumskiej. W tym samym roku otrzymał godność arcybiskupa. 28 lipca 2017 r. został podniesiony do godności metropolity.
Nie uznał postanowień Synodu Kościoła, który w obliczu inwazji rosyjskiej na Ukrainę symbolicznie zdystansował się od Patriarchatu Moskiewskiego. Po zajęciu Izjumu przez wojska rosyjskie współpracował z władzami okupacyjnymi, a kiedy miasto zostało odzyskane przez wojska ukraińskie, opuścił swoją eparchię i wyjechał do Rosji, do Biełgorodu. Przyjął też obywatelstwo rosyjskie. 24 listopada 2022 r. Święty Synod Ukraińskiego Kościoła Prawosławnego pozbawił go katedry i przeniósł w stan spoczynku. 25 stycznia 2023 r. został objęty sankcjami personalnymi na Ukrainie.